# Oecomys mamorae
Oecomys mamorae es una especie del género de roedores Oecomys de la familia Cricetidae. Habita en selvas del centro de Sudamérica.

## Taxonomía
Esta especie fue descrita originalmente en el año 1906 por el zoólogo Oldfield Thomas.
Localidad tipo
La localidad tipo referida es: “Mosetenes, Alto río Mamoré, departamento de Cochabamba, Bolivia”. 
Etimología
Etimológicamente, el término específico mamorae es un topónimo que refiere a la región donde fue colectado el ejemplar tipo, el Alto río Mamoré.

## Distribución geográfica
Habita sobre los árboles de selvas climáxicas y en galería de Bolivia, Paraguay y el centro de Brasil. Las poblaciones que habitan  en selvas marginales en zonas más australes respecto a la geonemia de este roedor (en el este de las provincias de Formosa y Chaco del nordeste de la Argentina) pertenecen a otra especie: Oecomys franciscorum.

## Conservación
Según la organización internacional dedicada a la conservación de los recursos naturales Unión Internacional para la Conservación de la Naturaleza (IUCN), al no poseer mayores peligros y vivir en muchas áreas protegidas, la clasificó como una especie bajo “preocupación menor” en su obra: Lista Roja de Especies Amenazadas.